# Eutelsat 33B
Eutelsat 33B (frühere Bezeichnungen, Eutelsat 25C, Eutelsat 70A, Eutelsat W1 und Eutelsat W5) war ein  Kommunikationssatellit der European Telecommunications Satellite Organization Eutelsat mit Sitz in Paris.

## Geschichte
Der Satellit wurde ursprünglich als Eutelsat W1 bezeichnet. Während seiner Produktion 1998 brach ein Feuer beim Hersteller Aérospatiale (heute Thales Alenia Space) aus, der Satellit wurde durch das Löschwasser beschädigt. Bis die Reparatur abgeschlossen war und ein neuer Starttermin benannt werden konnte, vergingen einige Jahre.
Am 20. November 2002 erfolgte dann unter dem Namen Eutelsat W5 der Start an Bord einer Delta-IV-Rakete von der Cape Canaveral Air Force Station, dem Weltraumbahnhof in Florida, USA.
Am 1. März 2012 vereinheitlichte Eutelsat die Namen seiner Satelliten rund um den Markennamen, der Satellit trug dann die Bezeichnung Eutelsat 70A.
Nach der Inbetriebnahme von Eutelsat 70B, der ihn an dieser Position ersetzte, wurde seine Bahn Anfang 2013 nach 25.5° Ost verschoben und er in Eutelsat 25C gleichzeitig umbenannt.
Nach der Inbetriebnahme von Eutelsat 25B wurde seine Bahn im November 2013 noch einmal verschoben, diesmal nach 33° Ost, und in Eutelsat 33B final umbenannt.
Im Oktober 2015 wurde Eutelsat 33B außer Betrieb genommen und in einen Friedhofsorbit versetzt.

## Technik
Eutelsat 33B diente, neben der Übertragung von Radio- und TV-Programmen, auch der Bereitstellung von Kapazitäten für Internet- und Multimediadienste, darüber hinaus waren direkte Verbindungen von Asien aus nach Westeuropa möglich.
Signale des Satelliten konnten in Europa, Asien, dem Nahen Osten sowie Teilen Afrikas und Russlands empfangen werden.